# Операція «Південний напрям»
Операція «Південний напрям» (хорв. Južni potez, серб. Јужни потез, досл. «посування на південь») — остання наступальна операція у рамках низки переможних військових операцій, які повністю змінили стратегічну обстановку на просторах Хорватії та Боснії і Герцеговини. Була логічним продовженням проведеної місяцем раніше операції «Маестраль». Тривала з 8 по 11 жовтня 1995 року, оскільки з 12 жовтня 1995 по всій території Боснії та Герцеговини набула чинності домовленість про припинення вогню. 
У ході операції 10 жовтня 1995 хорвати за підтримки авіанальотів НАТО зайняли Мрконіч-Град, що дало їм змогу підійти до столиці самопроголошеної Республіки Сербської міста Баня-Лука на небувало близьку відстань (23 км). Завдяки цьому головне місто боснійських сербів опинилося у межах досяжності хорватської артилерії, а боснійській армії вдалося захопити Санський Мост. Подальше просування хорватських і боснійських військ припинилося лише через дипломатичний тиск США, чиї  дипломати взяли курс на спробу поєднати Республіку Сербську з мусульмано-хорватським федеративним утворенням в одній державі. 
Кінцевою ціллю наступу було також захоплення гідроелектростанції у Бочаці — останнього контрольованого Військом Республіки Сербської істотного джерела електроенергії у західній частині Боснії і Герцеговини.
На кінець операції хорватсько-мусульманські війська контролювали вже 56% території країни.
Операція приневолила сербів погодитися на переговори про мирне розв'язання Боснійської кризи. Перемовини увінчалися Дейтонськими угодами, внаслідок яких місто Мрконич-Град було передано Республіці Сербській в обмін на прохід до Горажде — мусульманського анклаву на сході Боснії.